# 정호원
정호원(1986년 2월 12일 ~ )은 대한민국의 보치아 선수이다. 2008년 베이징 패럴림픽을 시작으로 패럴림픽에서 4개의 금메달을 비롯해 7개의 메달을 보유하고 있는 대한민국 보치아의 간판 선수로, 보조 선수의 도움을 받아 마련된 홈통 위 공을 선수가 직접 굴리는 BC3 종목에서 활약하고 있다. 특히 정호원은 2016년 리우 패럴림픽과 2020 도쿄 패럴림픽에서는 대한민국 보치아의 유일한 금메달을 따내며 대한민국 보치아가 1988 서울 패럴림픽부터 2024 파리 패럴림픽까지 이어온 10연패 기록의 명맥을 이어온 선수이기도 하다.

## 경력
정호원은 중학교 1학년 때 학교 체육 교사의 제안으로 보치아에 처음 입문했다. 2002년에는 만 16세의 나이로 처음 보치아 국가대표에 선발되는 등 높은 가능성을 보였던 정호원은, 그해 대한민국 부산에서 열린 2002년 아시아태평양장애인경기대회에 출전해 BC3 페어 종목에서 금메달을 따냈고, 체육훈장 기린장을 수상했다. 이어 2006년 브라질에서 개최된 세계선수권에서 금메달을 따낸 정호원은 말레이시아 쿠알라룸푸르에서 열린 아시아태평양장애인경기대회에도 출전, 금메달 1개, 동메달 1개를 획득했다.
2008년 베이징 패럴림픽 대회를 통해 처음으로 패럴림픽에 출전한 정호원은 BC3 개인전에서 동메달을, BC3 페어에서 금메달을 따냈지만, 소속 팀이 없어 은퇴 위기에 몰리기도 했다. 다행히도 정호원은 속초시장애인체육회에 속하게 되면서 보치아를 이어나갈 수 있게 되었다.
이어 출전한 2012년 런던 패럴림픽에서 BC3 개인전 은메달을 획득한 정호원은, 2014 인천 장애인 아시안 게임에 출전해 금메달 1개와 은메당 1개를 따내는 등 선전했다. 특히 정호원은 2016년 리우 패럴림픽에서도 BC3에 출전해 개인전 금메달, 페어 은메달을 획득했는데, 리우 패럴림픽에서는 개인전 결승전 직전 열병을 앓았을 정도로 부담감이 심했지만, 이를 이겨내고 대한민국 보치아 선수단의 유일한 금메달을 기록하면서 대한민국의 종목 8연패에 기여했다.
2018년 인도네시아 자카르타에서 열린 장애인 아시안 게임에서 금메달 1개와 동메달 1개를 따내며 선전한 정호원은 2020 도쿄 패럴림픽에서도 대한민국의 종목 유일한 금메달을 따냈다. 정호원은 최예진, 김한수와 함께 나선 BC3 페어 종목 결승전에서 개최국 일본을 상대했는데, 연장전까지 이어진 승부 끝에 극적으로 금메달을 따내며 대한민국의 종목 9연패 기록을 견인했다. 이어 정호원은 중국 항저우에서 열린 2022년 장애인 아시안 게임에 출전해 강선희와 함께 나선 BC3 페어에서 금메달을, BC3 개인전에서 은메달을 따냈다.
정호원은 2024 파리 패럴림픽에 출전, BC3 개인전에서 금메달을 따냈다. 정호원은 조별리그와 8강, 준결승에서 모두 승리한 데 이어, 호주의 다니엘 미첼을 상대로 나선 결승전에서는 첫 엔드부터 다량의 득점을 올린 데 힘입어 전승우승으로 금메달을 목에 걸었다. 이어 강선희와 함께 출전한 BC3 페어에서는 은메달을 목에 걸었다.